# 27660 Waterwayuni
27660 Waterwayuni è un asteroide della fascia principale. Scoperto nel 1978, presenta un'orbita caratterizzata da un semiasse maggiore pari a 2,7919950 UA e da un'eccentricità di 0,2106597, inclinata di 9,32185° rispetto all'eclittica.